# هيثم نبيل
هيثم نبيل (14 مايو 1983): مطرب، وكاتب، وموسيقي مصري.

## حياته
وُلد هيثم في العاصمة المصرية القاهرة في 14 مايو 1983، ونشأ في أسرة من الطبقة المتوسطة. تلقى تعليمه الأوليّ بمدارس القاهرة. ومُنذ صِغره أحب الغناء والموسيقى، حيث ظهرت موهبته من خلال غنائه في الحفلات المدرسية وإلقائه للأناشيد، تلقى دروسا خصوصية ليتعلم العزف على القيثارة.
خلال دراسته الجامعية أنشأ مع مجموعة من أصدقائه فرقة موسيقية وشاركوا في إحياء العديد من الحفلات في الجامعة. بعد تخرّجه من جامعة 6 أكتوبر في القاهرة وحصوله على دبلوم في الاتصالات، اختار هيثم طريق الاحتراف الفني وكرّس جهوده في ذات الاتّجاه. لكن خطواته الأولى لم تكن موفّقة، حيث لم يتمكّن من إقناع المنتجين بأسلوبه الفني، إلى أن كان اللقاء بالفنان حميد الشاعري الذي آمن بقدراته وشجّعه على المواصلة. وفي 2004، اصدر أول أغنية "يا فراق" من ألحان شريف توفيق وتوزيع حميد الشاعري. وفي سنة 2005، قدم أغنية "كلمة وداع". وفي الفترة فيما بين 2007 و2009، أصدر ألبومين غير رسمية عبر الإنترنت (ديجيتال) تحت عنوان "ولا كان" و"فاق".
في 2006، بث هيثم أغنيته "كان كلامي" بطريقة الفيديو كليب في تعامل أول مع المخرج طارق العريان، وكان من المقرر صدور ألبوم "كملنا بعض" في نفس العام، إلا أنه وبشكل متكرر تم تأجيل الألبوم ولمدة أربعة سنوات، تخلالها تأجيل قاهر بسبب الحرب على غزة (2008–2009). وبعد تأجيل قرابة أربعة أعوام، بث كليب "أنا لوحدي" في فبراير 2010، وفي وقت لاحق صدر رسمياً ألبوم "كملنا بعض" يوم 3 مارس 2010، من إنتاج طارق العريان وتوزيع شركة ميلودي. وآخر ألبوماته "مرحلة جديدة" سنة 2016، من إنتاج عالم الفن.
توجّه هيثم نبيل إلى التلحين، ولحن وألف عدد من أغاني وموسيقى المسلسلات والمسرحيات، على سبيل المثال: مسلسل ولد الغلابة، البرنس، لؤلؤ، أيام، نسل الأغراب، الونش، دوبامين، دايما عامر، جعفر العمدة. كما قام بتأليف قصة فيلم "عيسى"، من إخراج رؤوف عبد العزيز، وبطولة مينا مسعود.

### حياته الشخصية
في 21 أكتوبر 2016، تزوج هيثم نبيل من نجمة ستار أكاديمي "رانيا نجيب" بعد علاقة حب استمرت ستة سنوات، وله منها طفلة اسماها "مولان".

## الأعمال الفنية

### الألبومات
- 2007: ولا كان.
- 2009: فاق.
- 2010: أدعية رمضان.
- 2010: كملنا بعض.
- 2011: مين زينا.
- 2016: مرحلة جديدة.
- 2024: زي زمان. (إنتاج روتانا، تحت الإصدار).[13]

### فيديو كليبات
- 2004: يا فراق.
- 2006: كان كلامي.
- فبراير 2010: وأنا لوحدي.
- يونيو 2010: لسة فاكرة.
- يوليو 2016: أحلى كلام.
- فبراير 2024: كان لينا ناس.
- مارس 2024: مش فارقلي.

## وصلات خارجية
- هيثم نبيل على موقع IMDb (الإنجليزية)
- هيثم نبيل على موقع قاعدة بيانات الأفلام العربية